# Argentina australiae
Argentina australiae es una especie de pez marino actinopterigio. Puede llegar a medir a 13 cm como máximo. Es bentónico. Es un pez marino que habita en climas templados, entre la plataforma y el talud continental, tales como el Océano Pacífico. Es endémico de Australia e inofensivo para los seres humanos.